# Холмскаја
Холмскаја (рус. Холмская) насељено је место руралног типа са званичним статусом станице на југу европског дела Руске Федерације. Налази се у југозападном делу Краснодарске покрајине и административно припада њеном Абинском рејону.
Према подацима националне статистичке службе РФ за 2010, у насељу је живело 17.585 становника и Холмскаја је било треће по величини насеље у припадајућем му рејону.

## Географија
Станица Холмскаја се налази у западном делу Краснодарског краја, између варошица Ахтирски на западу (3 км) и Черноморски (6 км) на истоку. Смешетна је на око 18 км источније од рејонског центра, града Абинска, односно на око 50 км југозападно од покрајинске престонице Краснодара. Село се налази на два мања брда међусобно раздвојена долином реке Хабљ, која припада басену реке Кубањ.
Северно од станице налазе се подручја пространих степа Закубањске алувијалне равнице, док је јужније брдско подручје које представља северну подгорину Великог Кавказа.
Јужном периферијом насеља пролази аутопут А146 који повезује градове Краснодар и Новоросијск. Паралелно са друмским иде и железнички путни правац на истој релацији.

## Историја
Припадници Азовског козачког одреда су 1863. основали станицу Хабљскаја, а име је добила по реци Хабљ на чијим обалама је основана. У септембру 1867. добија садашњи назив.
Насеље је у периоду од јуна 1961. до октобра 1997. имало званичан статус радничке варошице (рус. рабочий посёлок), да би јој након тога био враћен историјски статус.

## Демографија
Према подацима са пописа становништва 2010. у вароши је живело 17.585 становника.
| 1959.  | 1970.  | 1979.  | 1989.  | 2002.  | 2010.  |
| ------ | ------ | ------ | ------ | ------ | ------ |
| 14.895 | 16.324 | 15.654 | 15.547 | 17.271 | 17.585 |